# Lexus RX
Lexus RX er en siden 1997 bygget femdørs SUV fra Toyotas luksusmærke Lexus. Bilen var oprindeligt ikke beregnet til det europæiske marked, men kom dog hertil i 2000. I Nordamerika, Europa og Asien sælges bilen under Lexus-navnet, mens den i Japan hedder Toyota Harrier. RX-serien blev introduceret i Japan i 1997, og i Nordamerika i 1998. RX-serien var blandt de første SUV'er på markedet.

## Første generation
Den første, mellem 1997 og 2003 byggede generation af RX kunne i Europa kun fås med 3,0-liters V6-motor med 148 kW (201 hk). RX var designet af Sotiris Kovos.
I forbindelse med begge de firecylindrede motorer fandtes RX kun med forhjulstræk. I 2000 blev designet kraftigt modificeret.

### Motorer
- 2,2-liters firecylindret benzinmotor med 103 kW (140 hk)
- 2,4-liters firecylindret benzinmotor med 118 kW (160 hk)
- 3,0-liters V6-benzinmotor med 148 kW (201 hk)

- Bagfra
- Cockpit

## Anden generation
I januar 2003 introduceredes på North American International Auto Show den i design og dimensioner ikke ret meget modificerede anden generation af RX-serien. 3,0-litersmotoren i RX 300 i Europa ydede nu 150 kW (204 hk) i stedet for 148 kW (201 hk), hvor den nordamerikanske RX 330 havde en 3,3-litersmotor. De vigtigste nyheder var en ny femtrins automatgearkasse med manuel skiftemulighed og en ny luftaffjedring. Ved det første facelift fik den europæiske model en ny V6-motor, og betegnelsen blev ændret til RX 350. Siden da kunne modellen fås med 210 W Mark Levinson-anlæg med 11 højttalere, et forbedret GPS-navigationssystem, et Dvd Entertainment system bagi med trådløse hovedtelefoner, et panorama-skydetag samt en bagklap med elektrisk lukning.
Modeller
- RX 300: 3,0-liters V6-benzinmotor 150 kW (204 hk)
- RX 350: 3,5-liters V6-benzinmotor 203 kW (276 hk)
- RX 400h: 3,3-liters V6-benzinmotor/hybrid 155 kW (211 hk)

### Hybrid
Som den anden overhovedet tilgængelige hybridbil kunne den i USA og Japan i foråret 2005 introducerede RX 400h fra 2006 også købes i Europa. Som drivkraft kom Hybrid Synergy Drive-systemet med V6-motor til indsats sammen med en yderligere mekanisk uafhængig elektromotor, som drev bagakslen. I modsætning til de øvrige versioner var bagsædet let hævet for at gøre plads til NiMH-batterierne. Udvendigt blev designet let modificeret og omfattede metal- i stedet for træindlæg, et modificeret instrumentbræt samt en ny kølergrill med vandrette i stedet for lodrette streger.
Den på grund af hybridsystemet begrænsede tophastighed var 200 km/t. Det kombinerede brændstofforbrug var opgivet til 8,1 l/100 km superbenzin.

### Tilbagekaldelses- og serviceaktioner
I oktober 2010 startede Toyota en tilbagekaldelsesaktion for modellerne RX 300 (berørt byggetidsrum 10. februar 2003 til 22. november 2005), IS 220d/250 og GS 300. Grunden var et muligt udslip af bremsevæske gennem den bageste tætning af hovedbremsecylinderen. Derudover var Toyota-modellerne Crown, Kluger, Harrier, Alphard, Majesta, Avalon og Reiz også berørt. I alt drejede det sig om ca. 1,5 millioner biler.
- Bagfra
- Cockpit

## Tredje generation
I april 2009 kom den tredje generation af RX-serien ud til forhandlerne. Den nye model var længere og bredere, men var dog fladere og ca. 100 kg tungere. Motorprogrammet omfatter den optimerede 3,5-liters V6-motor fra forgængeren med 203 kW (277 hk) samt den fra GS-serien kendte 450h (hybrid).
På Geneve Motor Show 2012 introduceredes en faceliftet udgave af RX 450h, som kom på markedet i juni. Som yderligere ekstraudstyr introduceredes en sportsligt udlagt F-Sport-model.
Tekniske specifikationer for Lexus RX 450h
- Motor: 3,5-liters V6-benzinmotor
- Effekt: 183 kW (249 hk)
- Drejningsmoment: 317 Nm ved 4800 omdr./min.
- To elektromotorer med 123 kW (167 hk) og 50 kW (68 hk) / 335 og 139 Nm
- Samlet systemeffekt: 220 kW (299 hk)
- Acceleration 0-100 km/t: 7,8 sek.
- Topfart: 200 km/t
- Forbrug: 6,3 liter superbenzin pr. 100 km
- CO2-udslip: 148 g/km

- Bagfra
- Cockpit
- RX 450h (2012−)
- Bagfra